# Тарасов, Вадим Анатольевич
Вади́м Анато́льевич Тара́сов (7 марта 1981, Карачаевск, РСФСР) — украинский футболист, полузащитник.

## Биография
Воспитанник СДЮШОР луганской «Зари», первый тренер — Анатолий Стефанович Тарасов (отец). Взрослую карьеру начал в 1998 году в клубе второй лиги Украины «Авангард-Индустрия» (Ровеньки). С лета 1998 года выступал за основной состав луганской «Зари». Всего за луганский клуб сыграл 60 матчей и забил 5 голов в 1998—2002 годах, команда в этот период выступала во второй лиге. В сезоне 2002/03 «Заря» стала победителем зонального турнира второй лиги, однако футболист во время зимнего перерыва покинул клуб.
В 2003 году перешёл в белорусский клуб «Сморгонь», с которым стал двукратным бронзовым призёром первой лиги Белоруссии, сыграв за два сезона 51 матч и забив 4 гола. Затем вернулся на Украину, где провёл 2005 год в составе клуба «Олимпия АЭС»/«Энергия» (Южноукраинск) во второй лиге.
В 2006 году выступал в высшем дивизионе Литвы за «Шяуляй», сыграл 3 матча.
В 2007 году провёл 5 матчей во второй лиге Украины за «Коммунальник» (Луганск), затем играл на родине только за любительские клубы.
Ещё дважды выступал за границей — в 2008 году играл в первой лиге Казахстана за «Асбест» (Житикара). В 2010—2011 годах вместе с группой украинских игроков (Роман Смишко, Игорь Коряк, Дмитрий Бойко) выступал в чемпионате Кыргызстана за «Нефтчи» (Кочкор-Ата), становился чемпионом (2010) и серебряным призёром (2011) чемпионата страны. Принимал участие в матчах Кубка президента АФК.
Во второй половине 2010-х годов играл за клубы ЛНР и выступал за сборную.
По состоянию на 2017 год тренировал детскую команду 13-летних футболистов СДЮСШОР «Луганская футбольная академия».